# Universidad de Wisconsin–Eau Claire
La Universidad de Wisconsin–Eau Claire (también conocida como UW–Eau Claire, UWEC o sencillamente Eau Claire) es una universidad pública de artes liberales localizada en Eau Claire, Wisconsin, Estados Unidos. Parte del Sistema Universitario de Wisconsin,  ofrece títulos de grado y másteres, y es categorizada como institución integral de educación postsecundaria en la Clasificación Carnegie de Institución de Educación No Obligatoria. Con más de 10,000 alumnos inscritos y un presupuesto anual de cerca de 200 millones de dólares, UW-Eau Claire es la escuela postsecundaria más grande de las cuatro que hay en la ciudad.
El campus consta de 28 edificios importantes que abarcan 333 acres (135 hectáreas). 168 acres adicionales (68 hectáreas) de tierra forestal se usan para la investigación medioambiental. UWEC ha sido llamada "el campus más bonito de Wisconsin" a causa de su localización en una "porción especialmente atractiva" del Chippewa River en el Chippewa Valley.
La universidad está afiliada a la División III de la National Collegiate Athletic Association y la Conferencia Interuniversitaria Atlética de Wisconsin (WIAC). La mascota de la universidad es Blu el Blugold.

## Historia

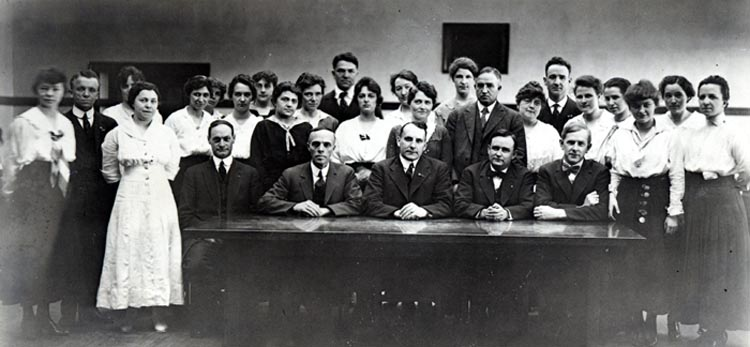
Los primeros miembros de la facultad en UW-Eau Claire.

Fundada en 1916 como la Escuela Normal Estatal Eau Claire, la universidad originalmente ofrecía cursos de uno, dos y tres años para profesores y un curso para directores. En la ceremonia fundacional de la escuela, el Gobernador Emanuel L. Philipp dijo que la universidad fue fundada "para que vosotros, los hijos e hijas de la mancomunidad, podais tener un servicio educativo mejor." Él dijo que la universidad "beneficiaría al estado de Wisconsin en tanto que las paredes del masivo edificio (Schofield Hall) durasen."
Como una universidad principalmente centrada en educar a profesores, Eau Claire albergó el Park Elementary, una escuela de laboratorio. Park Elementary tuvo un inusual diseño arquitectónico que incluía un secreto balcón en el tercer piso usado por los profesores y estudiantes a profesores para observar las clases.
Como resultado del cambio educacional centrado en la universidad, este método de enseñar a nuevos profesores fracasó y Park Elementary fue cerrado. La mayor parte del edificio fue reutilizado para aulas de uso general, con casi un tercio de su espacio para una guardería de día. El edificio fue demolido en 2012.
En 1927, el nombre de la universidad fue cambiado a Eau Claire State Teachers College y la universidad comenzó a ofrece programas de grado. El campus también fue cambiado para dar alojamiento a un destacamento de 300 hombres del Cuerpo Aéreo del Ejército de los Estados Unidos
El papel de Eau Claire como institución educacional padeció profundos cambios en las décadas de los años 40 y 50. La universidad vio un incremento significativo en los alumnos inscritos y amplió su ámbito más allá de educar a los futuros profesores. El presidente de Eau Claire W. R. Davies, hablando en una asamblea de la universidad dijo que "la meta es una universidad de educación que se clasificará como una de las mejores del medio-oeste, con una amplia oferte que verdaderamente sirva a las necesidades de la juventud universitaria del noroeste de Wisconsin." En 1951, la Junta de Regentes del Sistema Universitario de Wisconsin autorizó a la universidad ofrecer grados en artes y grados de ciencia en artes liberales; posteriormente, el nombre de la escuela fue cambiado a Wisconsin State Collegue at Eau Claire.
Durante la década de los años 60, la universidad vio una mayor expansión. Se construyeron los edificios de ciencias y artes y varios dormitorios se construyeron o se expandieron para llenar las necesidades de una creciente población estudiantil. La universidad empezó a venderse en el mercado a sí misma más agresivamente debido a la creciente competición en los campos de alrededor. El apodo de Eau Claire - "El Campus Más Hermoso de Wisconsin" - fue primero desarrollado durante esta época. Destacando la apelación estética de la universidad, un poeta de Eau Claire escribió, "A través de y desde una sombría cañada / Un encantador arroyuelo corre / Y ondulándose a lo largo en su manera pintoresca / Un campus se glorifica." En 1964, la Junta de Regentes dio a la universidad reputación de entre todas las universidades estatales, y la institución en Eau Claire fue rebautizada Wisconsin State University - Eau Claire. Los años 60 son recordados como una "experiencia de florecimiento en el campus."
En 1962, Martin Luther King, Jr. visitó el campus y famosamente acudió al presidente John F. Kennedy para emitir una segunda Proclamación de Emancipación. King dijo que "la primera proclamación nos liberó de la esclavitud - la segundo nos liberará de la segregación, la cual es de hecho esclavitud."
Durante finales de la década de los años 60, la universidad estuvo implicada en varias protestas contra la Guerra de Vietnam, incluyendo una vigilia de 42 horas y varias marchas. Aunque había numerosas protestas, todas ellas eran pacíficas. Después de los tiroteos en Kent State, la comunidad universitaria plantó cuatro árboles como conmemorativos a los alumnos fallecidos. Un manifestante, el estudiante de Eau Claire John Laird, hijo del Secretario de Defensa de los Estados Unidos Melvin R. Laird, salió en los titulares de prensa por anunciar su oposición a la guerra de Vietnam y su intención de unir a sus compañeros en una protesta pacífica.
En 1971, el nombre de la institución fue cambiado a la Universidad de Wisconsin – Eau Claire después de la fusión en el Sistema Universitario de Wisconsin. En los siguientes años, la universidad solidificaría su tradición como campus de artes liberales. Actualmente, la misión declarada de la universidad es proporcionar "riguroso educación liberal universitaria" junto a "distintivos programas de grado y profesionales para construir y fortalecer nuestra orgullosa tradición de educación liberal." Desde la fusión de 1971, Eau Claire ha expandido sus ofertas de cursos, añadiendo más profesores y estudiantes, y ampliando las tierras del campus. Eau Claire también ha adquirido miles de acres de tierra forestal principalmente utilizada para la investigación medioambiental y recientemente ha adquirido el Monasterio de St. Bede.

## Campus

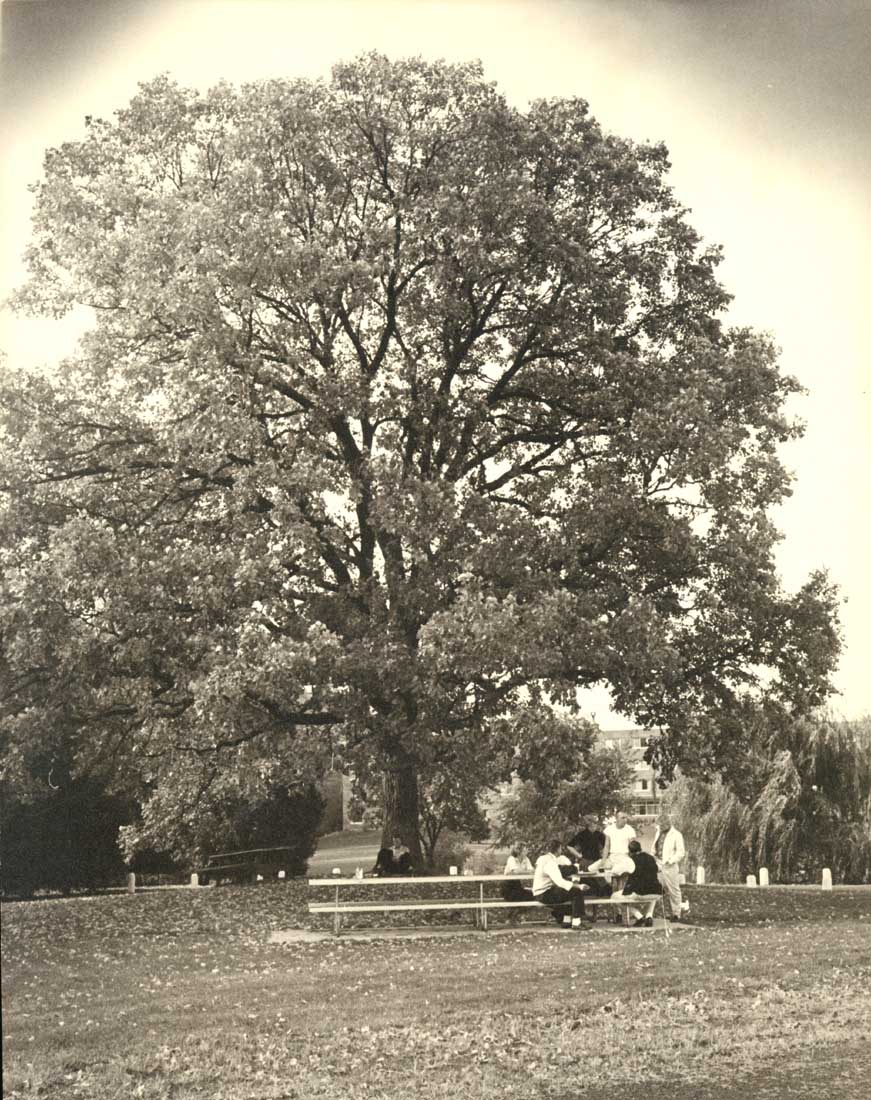
El Roble del Consejo, símbolo de la universidad

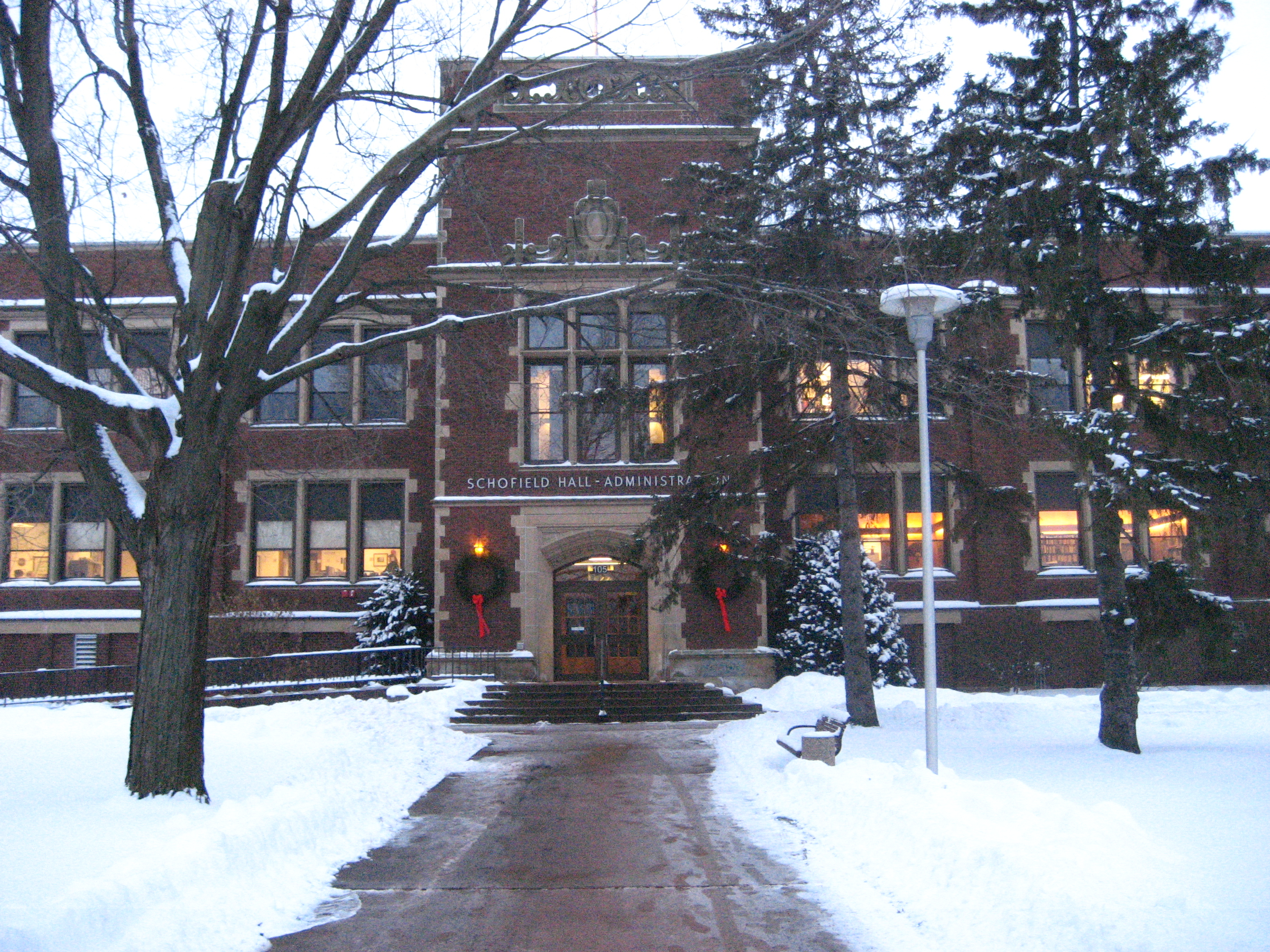
Schofield Hall, sede de las oficinas administrativas

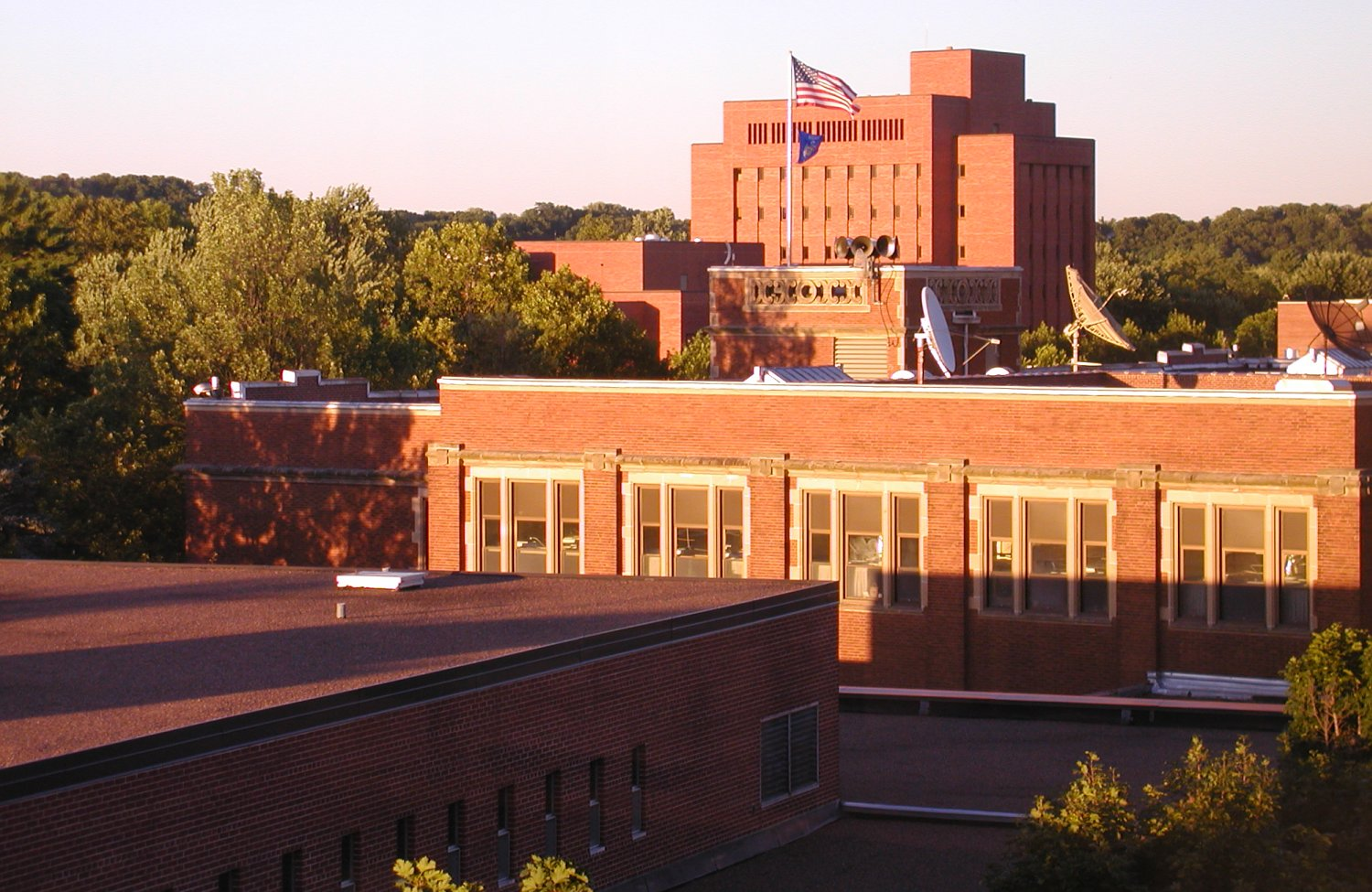
Vista de la biblioteca de campus

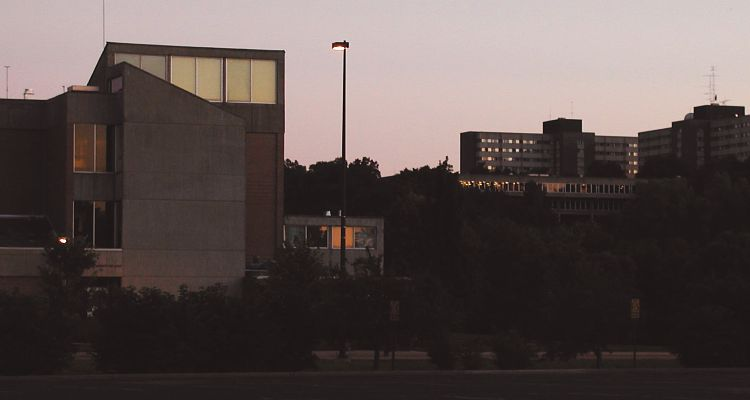
El Centro Haas de Bellas artes al anochecer

El campus de la Universidad de Wisconsin–Eau Claire se asienta en la rivera del Chippewa River. El campus está localizado en un encuadre urbano, cerca de la histórica calle de Eau Claire Water Street.
El edificio académico principal en el campus es el Schofield Halls, que alberga las oficinas administrativas. El edificio fue bautizado en honor a Harvey Schofield, el primer presidente de la universidad. Otros edificios académicos son la Phillips Science Halls, el Hibbard Humanities Hall, el Centro de Bellas Artes Haas, el Schneider Social Sciences Hall, y Centennial Hall.
El Centro Davies, un eje del campus, alberga los comedores, una sala de cine, las oficinas del periódico de estudiantes y el consejo estudiantil, cafeterías, y espacios para estudiar y socializar. El edificio lleva el nombre de William R. Davies, un conocido presidente de la universidad. En 2011, el antiguo centro Davies fue demolido. La nueva instalación se completó en 2013.
Entre las instalaciones de deportes se cuentan el W. L Zorn Arena, el Centro de Hielo Hobbs, el Campo Bollinger y el Parque Carson.

## Organización y administración
Desde su fundación en 1916, la Universidad de Wisconsin–Eau Claire ha tenido tres presidentes y seis rectores. Un presidente, Leonard Haas, tomó una asignación interina con el Sistema UW y regresado como rector.
- Harvey Schofield, Presidente 1916–1940
- William R. Davies, Presidente 1941–1959
- Leonard Haas, Presidente 1959–1971, Rector 1973–1980
- M. Emily Hannah, Rector 1981–1984
- Larry G. Schnack, Rector 1985–1997
- Donald J. Mash, Rector 1998–2005
- Brian Levin-Stankevich, Rector 2006–2012
- James Schmidt, Rector 2013–presente

## Perfil académico
Eau Claire está organizada en cuatro facultades: la Facultad de Empresariales, la Facultad de Artes y Ciencias, la Facultad de Educación y Ciencias Humanas, y la Facultad de Enfermería. La universidad ofrece aproximadamente 80 títulos de diplomatura y 14 licenciaturas. La universidad ofrece varios títulos máster y un doctorado. Hay aproximadamente 11,000 estudiantes no licenciados inscritos y 500 estudiantes de posgrado. El programa académico de Eau Claire opera en un calendario semestral.
La Universidad de Wisconsin–Eau Claire ha sido acreditada por la North Central Association of Colleges and Schools desde 1959. Otras agencias también acreditan programas específicos.
Se requiere que los estudiantes muestren competencias en matemáticas, inglés, una lengua extranjera y en culturas extranjeras. Los cursos que tratan asuntos sobre diversidad también son obligatorios. Los estudiantes también tienen que tomar un curso de aprendizaje-servicio donde ellos se comprometen al trabajo caritativo con la comunidad de Eau-Claire. El aprendizaje-servicio "está destinado a proporcionar a los estudiantes una oportunidad para servir a la comunidad, aplicar los conocimientos que aprendieron en las aulas, mejorar sus habilidades de pensamiento crítico y llegar a ser ciudadanos más ética, responsables, activos e informados"
El Center of Excellence for Faculty and Undergraduate Student Research Collaboration fue dundado en UW-Eau Claire para animar a los estudiantes a incorporarse a "investigar en su experiencia universitaria." El alumnado que trabaja con los profesores publica artículos en revistas académicas. El programa de investigación de profesores/estudiantes de Eau Claire ha sido nacionalmente reconocido.

### Reputación y rankings
Para 2013, U.S. News & World Report clasificó a UW-Eau Claire como la 31.ª mejor universidad del medio-oeste de las 146 universidades públicas y privadas y como la 5.ª mejor universidad considerando solo las universidad públicas. U.S. News ha clasificado a Eau Claire "entre el top cinco de instituciones públicas regionales en el medio-oeste, en el top tres de las universidades regionales públicas y privadas del medio-oeste, cada año desde 1995." La revista también nombró a UW-Eau Claire la cuarta mejor universidad del medio-oeste en términos de enseñanza de pregrado.
El Princeton Review ha nombrado a Eau Claire la "Universidad Mejor Valorada" (uno de los 50 campus públicos en el país) y la "Mejor Universidad del Medio-oeste." La revista describió la universidad como "universidad estatal desafiante de tamaño medio que ofrece una educación excepcional y muy asequible" y dijo que "en términos de su formación de diplomaturas y licenciaturas, Eau Claire se compara favorablemente con muchas de las grandes universidad. Como ejemplo, más de 700 estudiantes están directamente implicados en la investigación docente - un honor reservado para estudiantes graduados en la mayoría de universidades." La publicación añadió que "uno de los aspectos más impresionantes de la universidad es su bajo coste en relación a la calidad de la educación ofrecida." El Princeton Review también incluye a Eau Claire en su lista de los 311 campus más amables con el medioambiente en los Estados Unidos.
Kiplinger's Personal Finance ha incluido a Eau Claire en su lista de las "100 Mejor Valoradas en Educación Pública." Según la publicación, "el ranking está basado en calidad académica, costes globales y disponibilidad de ayuda financiera."
La universidad es una de cuatro instituciones en los Estados Unidos que tienen cuatro o más profesores Dreyfus entre el profesorado, y está entre las 141 universidades públicas y privadas, nombradas en el Servicio Comunitario de Educación No Obligatoria de Honor con Distinción para el Servicio General Comunitario del Presidente. La Fundación John Templeton incluye a la universidad entre su lista de universidades que "fomentan el desarrollo personal"
UW-Eau Claire envía más estudiantes al extranjero que cualquiera otra institución de educación no obligatoria en Wisconsin, y se clasifica en el 10.º puesto nacionalmente entre todas las universidades en el número de estudiantes que estudian en el extranjero.

## Archivos y Colecciones especiales
Las Colecciones Especiales y Archivos en la Universidad de Wisconsin–Eau Claire alberga los registros oficiales y no oficiales de la universidad desde su fundación hasta el presente. También tiene una de las colecciones de jazz más grandes de la nación, la cual incluye más de 1000 tablas y 1000 registros de artistas como Woody Herman, Sammy Nestico, Count Basie, Stan Kenton, Benny Goodman y Henry Mancini. Muchos de las tablas y los registros están firmados y son únicos.
Los Archivos UW-Eau Claire es miembro de la Red de Centros de Investigación del Área de la Sociedad Histórica de Wisconsin, sirviendo en los condados de Buffalo, Chippewa, Clark, Eau Claire, Rusk y Taylor, y tienen manuscritos y grabaciones pertenecientes a esos condados.

## Vida estudiantil

### Deportes

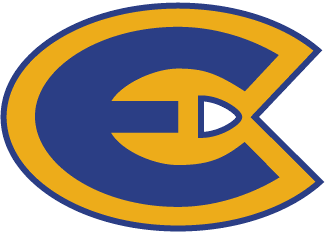

Los equipos deportivos de la universidad participan en el programa de deportes de la División III de la NCAA así como en la Conferencia Interuniversitaria WIAC. Hay nueve programas deportivos masculinos (baloncesto, campo a través, fútbol americano, golf, hockey sobre hielo, natación y salto, tenis, lucha) y once programas deportivos femeninos (baloncesto, campo a través, golf, gimnasia, hockey sobre hielo, fútbol, sóftbol, natación y salto, tenis, y voleibol). En términos de victorias total, los Blugolds están clasificados en el puesto 14.º en el programa deportivos de la División III de la NCAA. 

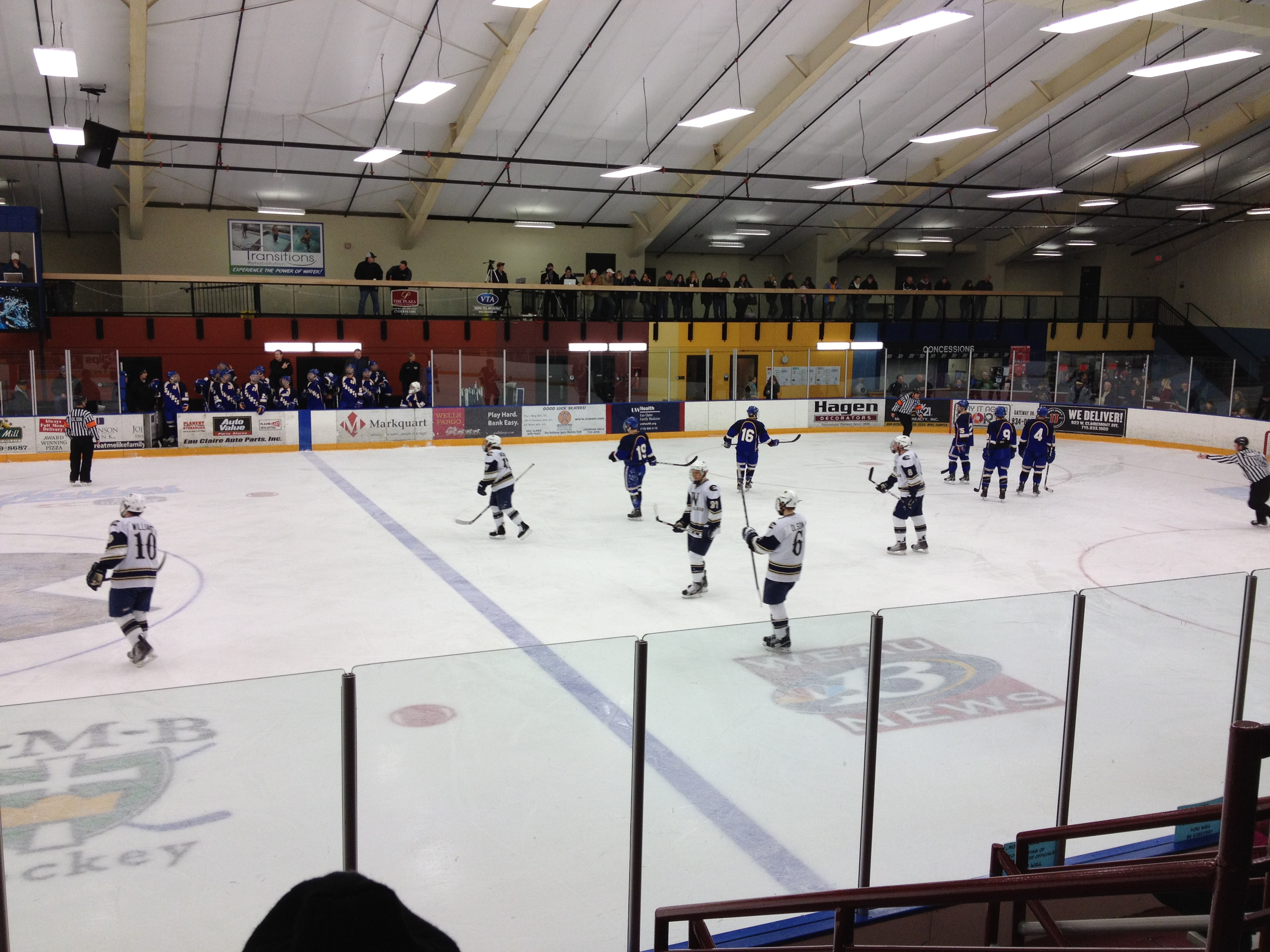
Los hombres del equipo de hockey de Blugolds en un juego en casa contra los St. Scholastica.

Los Blugolds han sido campeones nacionales en campo a través (1984, 2009, 2015) softbol (2008), golf (2001), natación (1983, 1987, 1988), hockey sobre hielo (1984, 2013) y pista y campo (2015). Los Blugolds han sido campeones en natación masculina 25 veces en los pasados 40 años, campeonas femeninas en natación 19 veces en los pasados 32 años, campeonas femeninas de tenis 10 veces en las últimas 18 temporadas, campeones de sóftbol siete de las quince temporadas, campeonas femeninas de golf siete de las 13 temporadas, campeonas femeninas de fútbol tres de las seis temporadas, y campeonas femeninas de voleibol tres de las últimas cinco temporadas. Los Blugolds tienen nueve títulos nacionales. Tienen 140 títulos y han ganados 36 Premios Académicos All-American.

#### Nombre del equipo y mascota
Los atletas de Eau Claire son llamados "Blugolds," un nombre que reflejar los colores universitarios, azul marino y oro viejo. Los previos nombres de los equipos atléticos incluyen los Normals y Normalites (porque UWEC fue fundada como la Eau Claire State Normal School), los Guerros Azul y Dorados, los Gridirions Azul y Dorados, los Zornmen (en honor de Willis L. "Bill" Zornm entrenador de baloncesto y fútbol de 1928-1968), los Zornadoes Dorados, el Equipo Azul y Dorado, y el Equipo Blugold. 
La Universidad de Wisconsin–Eau Claire no tiene una mascota universitaria oficial. Aun así, en 2011, el cuerpo estudiantil votó a favor de un pájaro mítico como mascota después de una iniciativa dirigida a los estudiantes. El pájaro representa "a los estudiantes de UW-Eau Claire, no a la universidad en sí misma."

### Banda de música
La banda de música UW–Eau Claire Blugold (BMB) es la banda de música universitaria más grande en el país. La BMB tenía 325 miembros en 2015. La banda de música ha tocado en competiciones de instituto y en dos espectáculos de entretenimiento de la National Football League. El BMB ha hecho dos tours por Europa, actuando en Francia, Italia, y a bordo un barco de crucero en el mediterráneo. La banda actuó en el Campeonato Super Regional de Bandas de América en Indianápolis, Indiana, y completará su tercer tour europeo en enero de 2016 en Barcelona e Italia.

### Jazz
El Conjunto I de Jazz de UW–Eau ha ganado seis veces el premio Down Beat "Mejor Banda Universitaria" y ha sido nominada dos veces a los Premios Grammy. The New York Times ha llamado al programa de jazz uno de los mejor "considerados en el país."
La universidad también organiza el Eau Claire Jazz Festival, uno de los festivales de jazz universitario más grandes, más antiguos y más prestigiosos del país. El festival regularmente atrae a respetados músicos de jazz que incluyen Gary Burton, Bill Evans, Rufus Reid, Lewis Nash, Michael Brecker, Stanley Jordania, Eric Marienthal, Bobby Sanabria, Chris Potter, Benny Verde, Charlie Byrd, Ira Sullivan y Slide Hampton. El festival está compuesto de bandas universitarias, bandas de instituto e intérpretes invitados. Las bandas universitarias y de instituto compiten para ganar premios, y Jazz I de UW-Eau Claire regularmente interpreta con invitados. El festival también ofrece clases magistrales con los intérpretes invitados. El Festival de Jazz de Eau Claire tiene actualmente 43 años.

### Cena de madrigal
La Cena de Madrigal es un banquete al estilo del siglo XV. En la cena, el Coro de Cámara interpreta disfrazados de la corte real celebrando la temporada de cosecha y la temporada de vacaciones. Tradicionalmente, un estudiante interpreta a un bufón que añade ligereza a las festividades del acontecimiento. Adicionalmente, cada año diferentes estudiantes son elegidos para interpretar los papeles de Rey y Reina. Los invitados asisten a la Cena de madrigal a menudo disfrazados, aunque no se requiere código de vestido. Más allá del coro, la cena de madrigal también incorpora moderna música de Navidad. Se sirven platos como el wassail, la sopa de verduras con carne de vacuno y las chuletas de cerdo rellenas.

### El Foro
La conferencia del Foro invita a notables oradores para que compartan sus ideas en la comunidad de Chippewa Valley. El programa fue fundado en 1942 por el presidente W. R. Davies para expresar su visión de lo que la universidad podría ofrecer como centro cultural. El Foro ha presentado a una gran variedad de oradores que incluyen Martin Luther King, Jr., Carl Sagan, Henry Kissinger, William F. Buckley Jr., Maya Angelou, Richard Nixon y Noam Chomsky.

### Foro Conmemorativo Ann Devroy
El Foro Conmemorativo Ann Devroy es una sociedad entre The Washington Post y la Universidad de Wisconsin–Eau Claire. El programa fue instalado después de la muerte de Ann Devroy, jefa corresponsal de la Casa Blanca en The Washington Post y licenciada por UW-Eau Claire en 1970. Cada año un notado periodista presenta un discurso de apertura en el Foro Conmemorativo Ann Devroy, y se otorga una beca universitaria a un prometedor estudiante de periodismo de UW-Eau Claire.

### Baile Vienés
El Baile anual Vienés es una tradición de 40 años en la Universidad de Wisconsin - Eau Claire. Un evento formal, el baile "recuerda la cultura, historia y música de Viena del Siglo XIX." Se tomó como modelo el Baile del Kaiser de Nochevieja y exhibe a la Orquesta de Sinfonía Universitaria, la cual interpreta vals y polkas de la Era Strauss, y el Eau Claire Jazz Ensemble I, el cual toca música de la Era de Big Band. El baile ofrece también cocina austriaca y americana. Las ganancias han proporcionado más de 1.5 millones de dólares en música, servicios y premios a estudiantes internacionales para los estudiantes de UW-Eau Claire.

## Controversias
- La universidad fue el centro de un debate en la libertad académica después que los oficiales negasen a un ayudante residente el derecho a dirigir un estudio de Biblia en su dormitorio. Los oficiales dijeron que era inapropiado que un dirigente de dormitorio tuviese un estudio de Biblia, porque podía hacer que los alumnos no cristianos se sintiesen incómodos. El estudiante demandó a la universidad y finalmente consiguió acabar con esta política. Este debate fue ampliamente criticado, en parte porque la Fundación para los Derechos Individuales en Educación estaba ampliamente implicada en el caso.[66][67]
- La universidad estuvo implicada en una controversia de derechos de los homosexuales cuando Tom Hilton, un profesor de sistemas de la información, respondió negativamente a un correo electrónico de un estudiante, que pidió su apoyo para el Eau Queer Film Festival. Hilton llamó a los homosexuales "caminantes heridos" y dijo que necesitaban ayuda para recuperarse. El correo, al ser filtrado, provocó un "furor" en la escuela. Finalmente, Hilton se disculpó por enviar el mensaje. Se tomaron acciones administrativas, pero Hilton no fue despedido.[68][69]
- UW–Eau Claire fue el centro de una controversia relacionada con un árbol de roble sagrado de los nativos americanos. El árbol, oficialmente conocido como el Roble del Consejo, era el símbolo del campus de UW–Eau Claire (encontrado en el sello de la universidad) y el lugar de reunión para muchas tribus nativoamericanas cuando negocian treguas. A pesar de que el Roble del Consejo original había fallecido hace años, un segundo árbol fue plantado en el sitio del original. El plan de construir un centro estudiantil puso este roble en peligro y muchas organizaciones de nativoamericanos, junto con algunos estudiantes, protestaron por el nuevo plan, mientras que otros apoyaban la construcción del nuevo centro a pesar del riesgo para el árbol. En algún momento, después de mucha publicidad, se decidió volver al plan anterior, a pesar de los grandes gastos añadidos, y construyeron el edificio de 48.8 millones de dólares en otra ubicación.[70][71]

## Personas notables
La Universidad de Wisconsin–Eau Claire tiene más de 78,000 alumni vivientes.